# Sirene (apparaat)

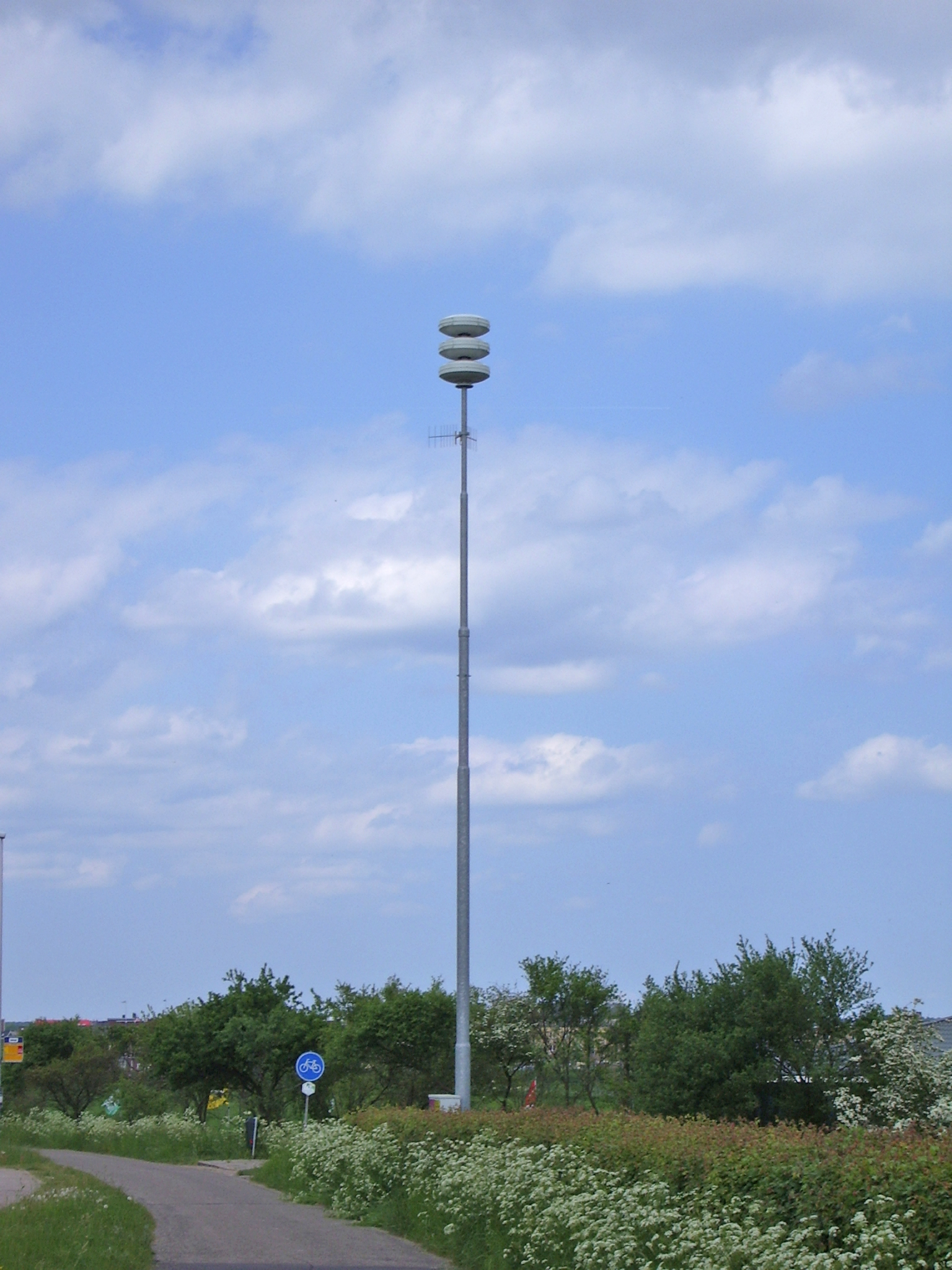
Sirene voor luchtalarm in Nederland.

Een sirene is een apparaat dat geluiden van variabele toonhoogte kan voortbrengen. Dit kan zijn voor waarschuwingsdoeleinden of, voor de opkomst van de elektronica, voor metingen van toonhoogten. De eerste sirene werd gebouwd door de Schotse natuurkundige John Robison eind 18e eeuw. De naam is afkomstig van de mythische Sirenen (die door hun zang de toehoorders verleidden), en werd gegeven door de Franse ingenieur Charles Cagniard de la Tour, die in 1819 een verbeterde sirene uitvond.

## Werking
De "klassieke" pneumatische roterende sirene werkt op luchtdruk: men laat lucht uit een gaatje stromen, terwijl over dit gaatje een schijf roteert waarin op regelmatige afstanden gaatjes of spleetjes zijn aangebracht. Hierdoor ontstaan luchtstoten met een zekere frequentie. Wanneer deze frequentie zich in het hoorbare bereik bevindt (ongeveer tussen 20 Hz en 20 kHz), brengt de sirene hoorbaar geluid voort. De frequentie kan op twee manieren bepaald zijn. Men kan de schijf met een bepaalde snelheid aandrijven, of men kan de gaatjes zodanig boren dat de schijf door de luchtdruk zelf wordt aangedreven. In het eerste geval is de toonhoogte nauwkeurig te regelen, in het tweede geval hangt deze van de luchtdruk af.
Bij een variant, die wel "mechanische" sirene of "motorsirene" wordt genoemd, ontstaat de trilling niet door de lucht actief door een gaatje of spleet te persen, maar doordat het apparaat zelf de lucht aanzuigt bij het draaien. Deze kan ook handaangedreven zijn. Wanneer sneller aan de slinger wordt gedraaid, wordt de toonhoogte van het geloei hoger. Doordat het geheel als een vliegwiel werkt, geeft dit een typische opbouw van het geluid, dat veel van de huidige sirenes nog steeds gebruiken. 
Een elektronische sirene is een toestel dat bestaat uit een elektronische oscillator, een versterker en een luidspreker. In wezen is dit dus een imitatie van een sirene. Een voordeel van deze constructie is dat de sirene geen bewegende delen bevat en slechts een relatief beperkte elektrische krachtbron vereist. De enorme geluidssterkten die met een pneumatische sirene mogelijk zijn, worden echter niet gehaald.

## Toepassingen

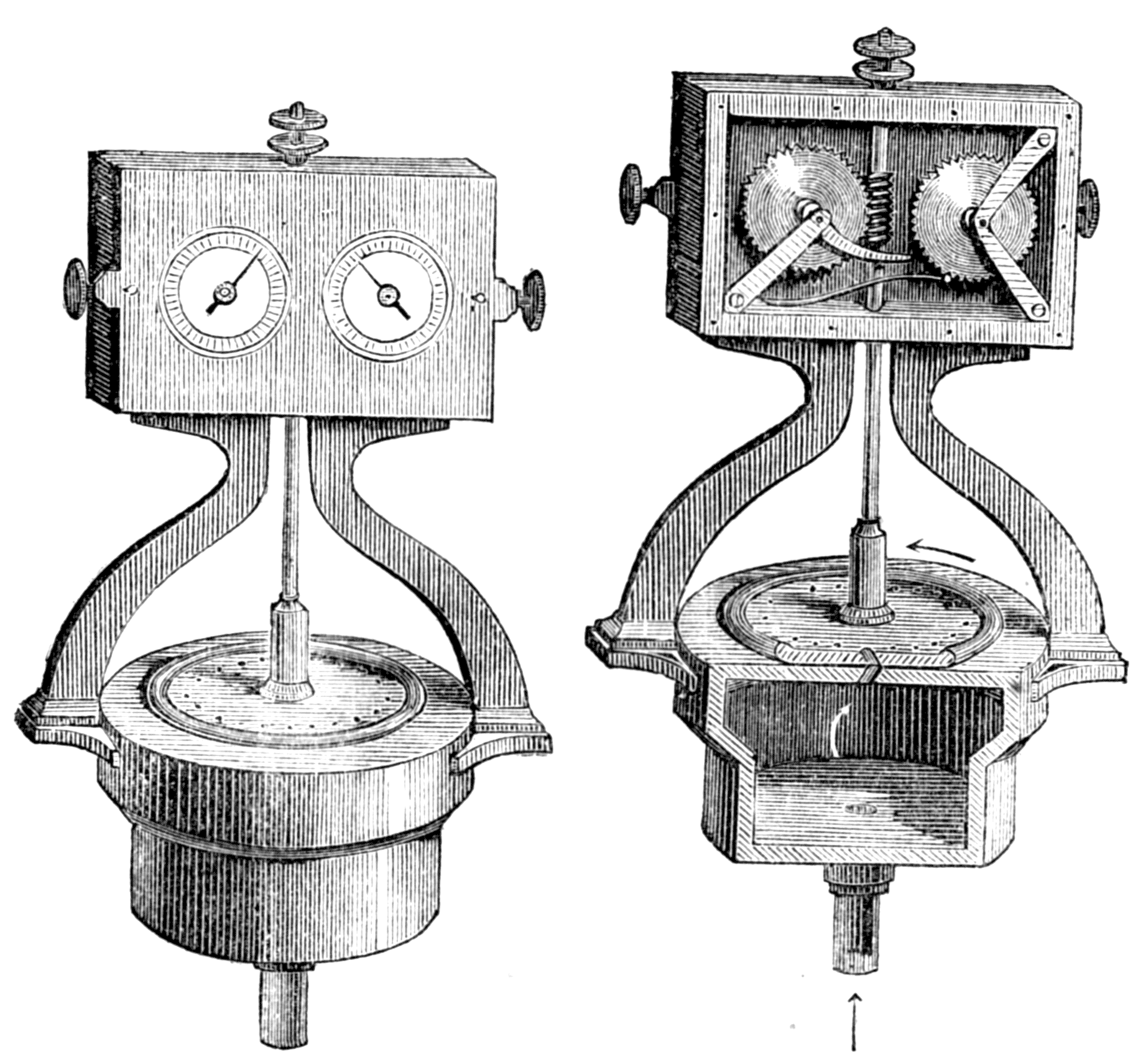
Sirene voor meetdoeleinden, rond 1870

### Meetapparaat
Een klassieke toepassing, waarvoor Cagniard de la Tour zijn sirene ontwikkelde, is die als meetapparaat. Doordat een sirene werkt met een schijf waarin een vast aantal gaatjes is gemaakt, kan men eenvoudig het aantal voortgebrachte trillingen bepalen als de schijf een zeker aantal malen is rondgegaan. Op deze manier kan men toonhoogten (frequenties) meten: men laat de schijf precies zó snel roteren dat het voortgebrachte geluid (zo nauwkeurig als mogelijk) dezelfde toonhoogte heeft als het te meten signaal. Vervolgens kan men bijvoorbeeld gedurende een minuut tellen hoe vaak de schijf is rondgegaan. Hieruit kan men bepalen hoeveel trillingen in deze tijd zijn voortgebracht, en daaruit is eenvoudig de frequentie van het geluid te bepalen. In de afbeelding rechts ziet men zo'n apparaat. Met de wijzerplaten kan men eenvoudig aflezen hoe vaak de schijf is rondgegaan.

### Waarschuwingssignaal

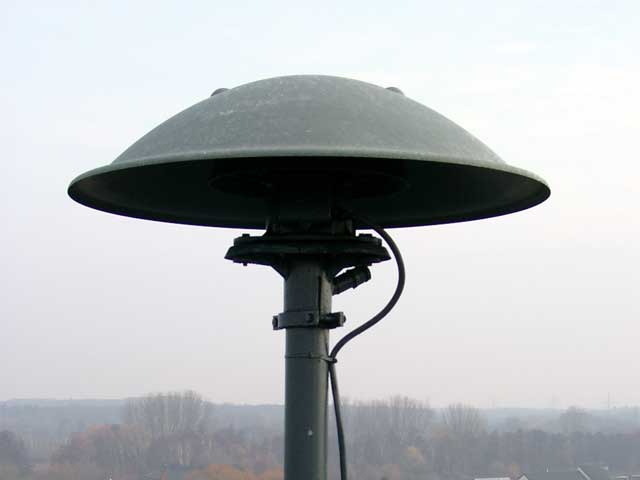
"Motorsirene" type E57 voor luchtalarm in Duitsland

Tegenwoordig worden sirenes hoofdzakelijk toegepast als waarschuwings- en alarmeringssignaal. Met een sirene kan een zeer sterk geluid worden voortgebracht, waarmee een signaal tot op kilometers afstand te horen is, maar ook op kleinere schaal worden ze toegepast. Sirenes werden en worden gebruikt in systemen voor waarschuwing en alarmering van de bevolking. Het kan dan gaan om bijvoorbeeld (natuur)rampen of een ophanden zijnde luchtaanval of een bombardement. Hiervoor worden zowel mechanische als pneumatische als elektronische sirenes gebruikt. In veel landen worden door hulpdiensten nog steeds sirenes gebruikt op hun voorrangsvoertuigen, tegenwoordig vaak elektronische sirenes. In dit verband wordt de sirene regelmatig verward met de meertonige hoorn. In de particuliere sfeer vinden we (elektronische) sirenes in alarmsystemen voor bijvoorbeeld brand en inbraak. Een aparte soort sirene is de elektronische wail/yelp-sirene, zoals deze in de VS wordt gebruikt en in Nederland bij ambulances als aanvulling op de tweetonige hoorn in toenemende mate ingang vindt.
In Duitsland bestaat het luchtalarm van vroeger nog steeds en wordt het veelal gebruikt voor de Duitse brandweer. Signalen Duitse E57 sirene:
- Feueralarm (oproep vrijwillige brandweer)
- Warnung (aanslagalarm)
- ABC-alarm (giftigestoffenalarm)

## Muziekinstrument
Af en toe worden sirenes in muziekwerken als muziekinstrument gebruikt. Een voorbeeld van gebruik als instrument vindt men in het werk Ionisation van Edgar Varèse, geschreven in 1929-1931 voor 13 slagwerkers, piano en sirenes.
De popsong Block Buster! van the Sweet start met sirenes.